# Luchita Hurtado
Luchita Hurtado (Caracas, 28 de outubro de 1920 — Santa Mônica, 13 de agosto de 2020) foi uma pintora norte-americana. Em 2019, apareceu na lista de 100 pessoas mais influentes do mundo do ano pela Time.